# Abondance (razza bovina)

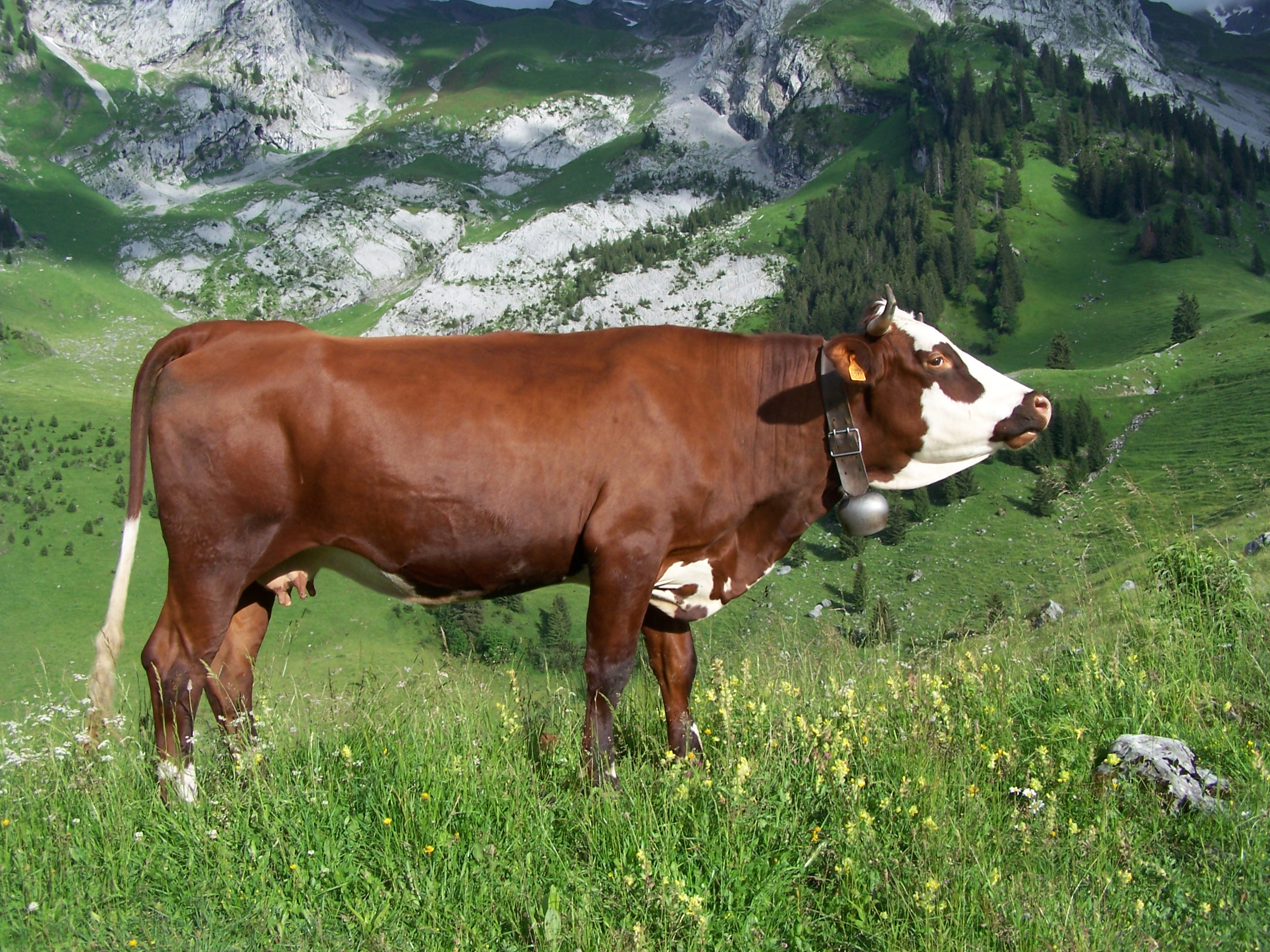

L'Abondance è un incrocio di bovini originari delle alte valli dell'Alta Savoia, in Francia.

## Descrizione
Sono di taglia media, la femmina può arrivare a pesare fino a 580 e 680 kg e e raggiungere gli 1,30 metri di altezza. Sono di colore marrone dorato con una testa bianca (a parte gli occhi), la parte inferiore dell'addome e le estremità delle gambe. Il toro pesa tra 645 e 820 chilogrammi (kg) ed è alto 1,70 metri. Il colore dei maschi è diverso, con un rosso castano e un po' di bianco sulla testa.
Il loro latte è ricco di grassi e proteine, con un buon equilibrio tra i due. Il latte è tradizionalmente utilizzato per produrre formaggi dell'Appellation d'origine contrôlée (AOC) come il Reblochon, l'Abondance, la tome des Bauges e il beaufort. La produzione tipica di latte è di 5700 kg per lattazione.
Questa razza bovina è particolarmente apprezzata per la sua capacità di resistere a variazioni estreme di temperatura, la sua fertilità, la sua facilità di allevamento, il suo latte, la sua lunga vita e la sua carne.